# Cistus cyprius
Cistus cyprius är en solvändeväxtart som beskrevs av Jean-Baptiste de Lamarck. Cistus cyprius ingår i släktet Cistus och familjen solvändeväxter. Inga underarter finns listade i Catalogue of Life.

## Bildgalleri

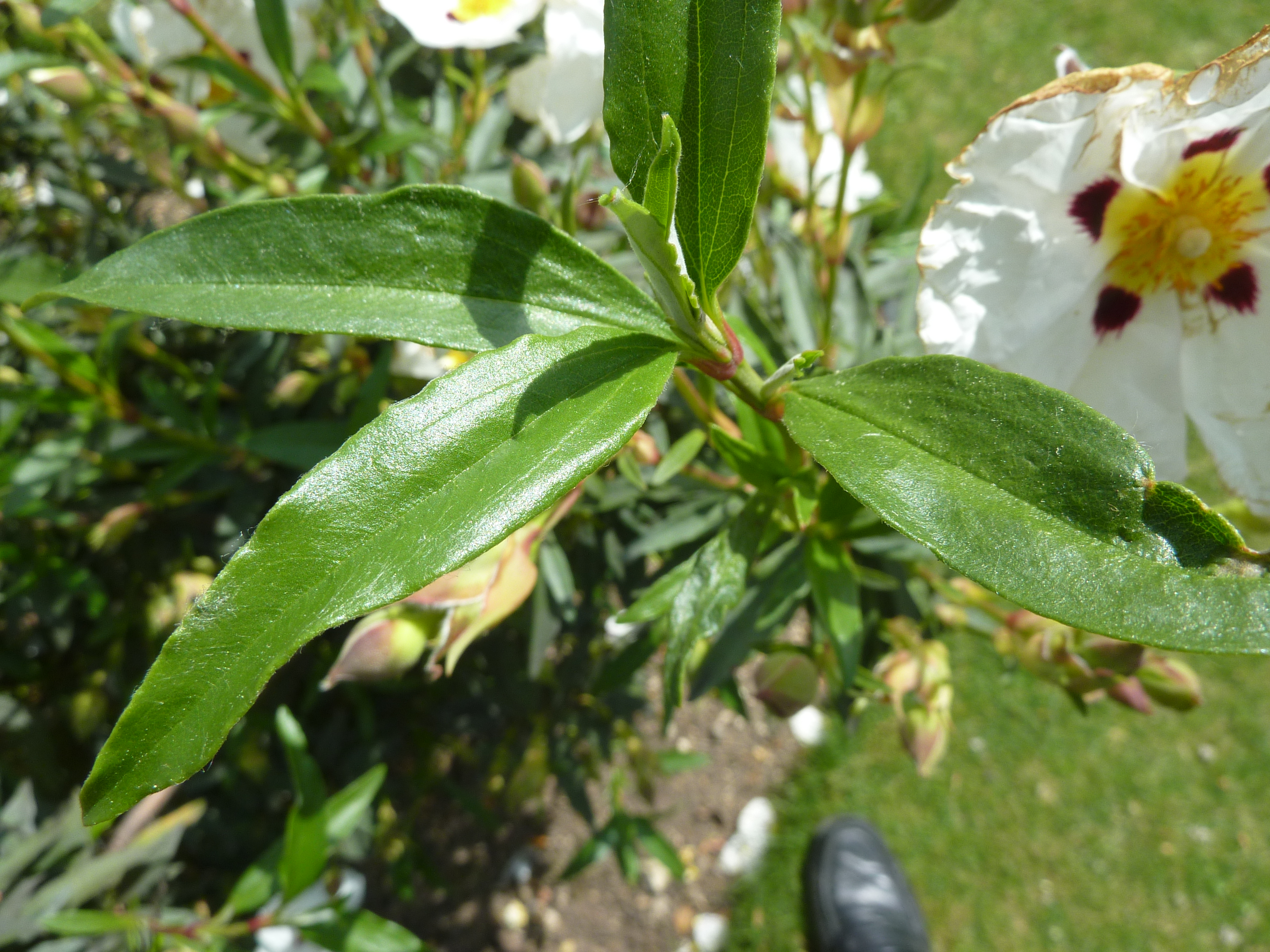
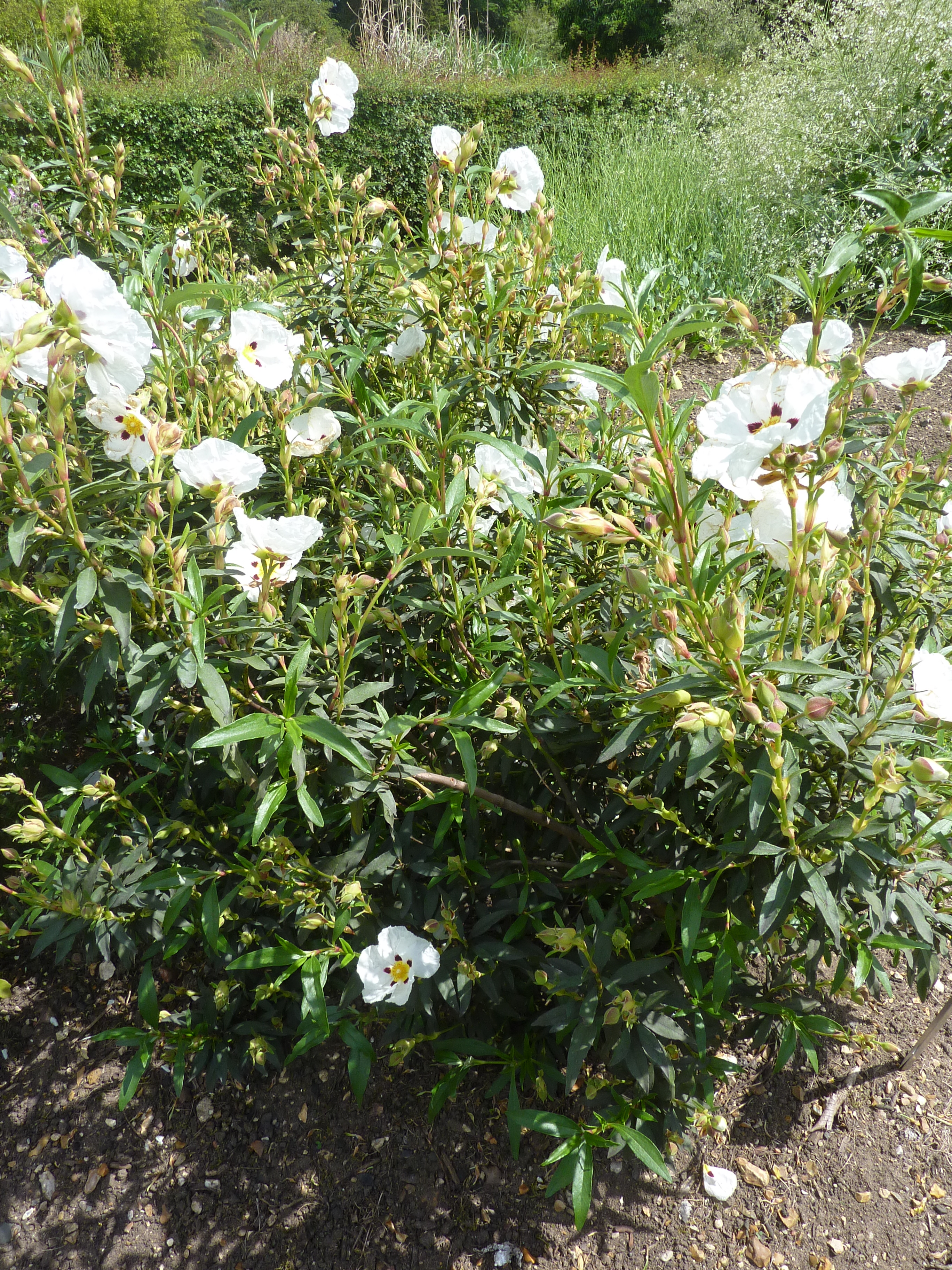